# 여성.아동매매금지조약
여성.아동 매매 금지 조약은 국제연맹이 1921년에 채택한 국제조약이다. 매춘과 이에 따른 여성, 아동의 인신매매를 금지하는 내용이다. 1922년 6월 15일에 발효됐다.

## 개요
일본은 1925년에 가입하면서 식민지 조선, 대만, 랴오둥 반도 이남 조차지에 대해서는 적용을 유보했다. 이를 이용해서 일본군 위안소를 설치했다.

## 같이 보기
- 위안부